# Pethia bandula
Pethia bandula е вид лъчеперка от семейство Шаранови (Cyprinidae). Видът е критично застрашен от изчезване.